# مناسك للطيران
مناسك للطيران شركة طيران سعودية. تأسست عام ميلادي 2021، تعمل من مطار الملك عبد العزيز الدولي بمدينة جدة في المملكة العربية السعودية. تعمل على تشغيل رحلات الحج والعمرة.

## روابط خارجية
- مناسك للطيران- الموقع الرئيسي.